# Classe Kingston
La classe Kingston consiste en 12 navires de défense côtière exploités par le Commandement maritime des Forces canadiennes. Ces navires multi-rôles ont été construits et lancés à partir du milieu jusqu'à la fin des années 1990 et l'équipage est entièrement composé de membres de la Réserve navale à l'exception de deux techniciens membres de la Force régulière par équipage. Leurs principales missions sont la surveillance côtière, les patrouilles de souveraineté, route d'enquête et de la formation. Ils ont été conçus en ayant à l'esprit un rôle de déminage et sont par conséquent classés comme dragueurs de mines mécaniques (MM), mais ce rôle a diminué à la suite de l'évolution de la nature de la lutte contre les mines marines. La possibilité d'acquérir l'équipement nécessaire pour être en mesure d'effectuer son rôle de lutte contre les mines plus efficacement continue d'être examinée.

### Galerie de photo

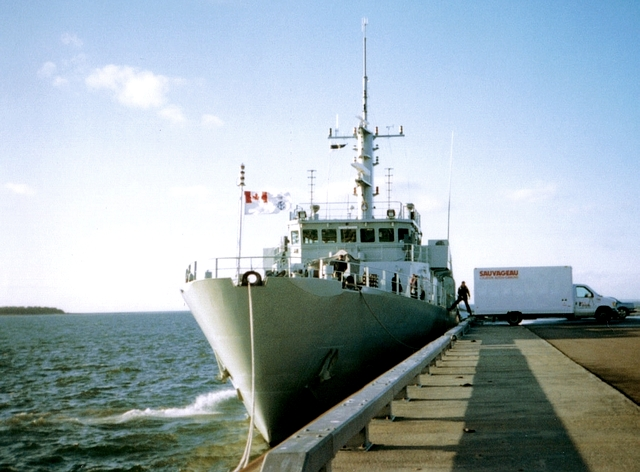
NCSM Kingston (MM 700).
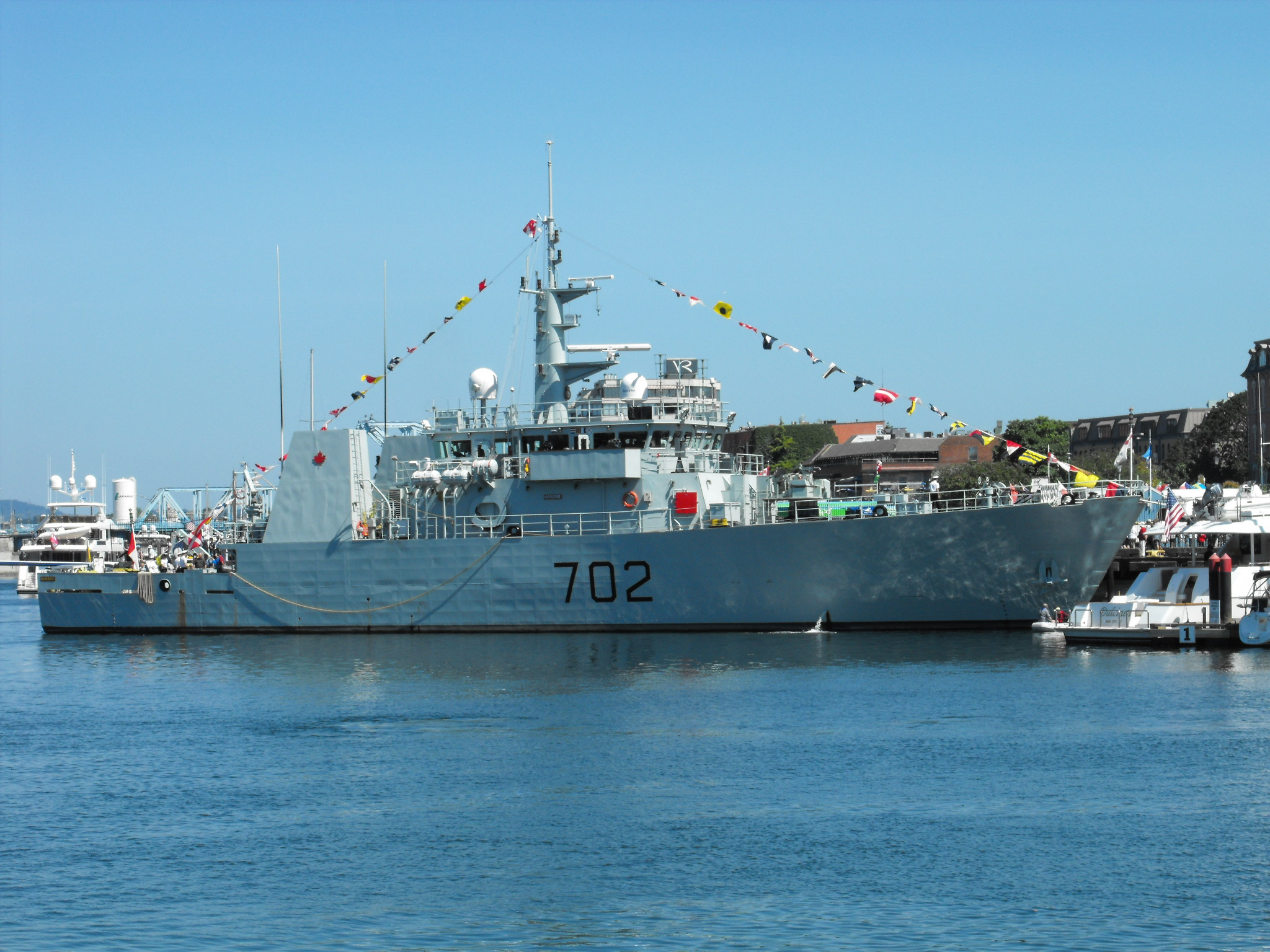
NCSM Nanaimo (MM 702).
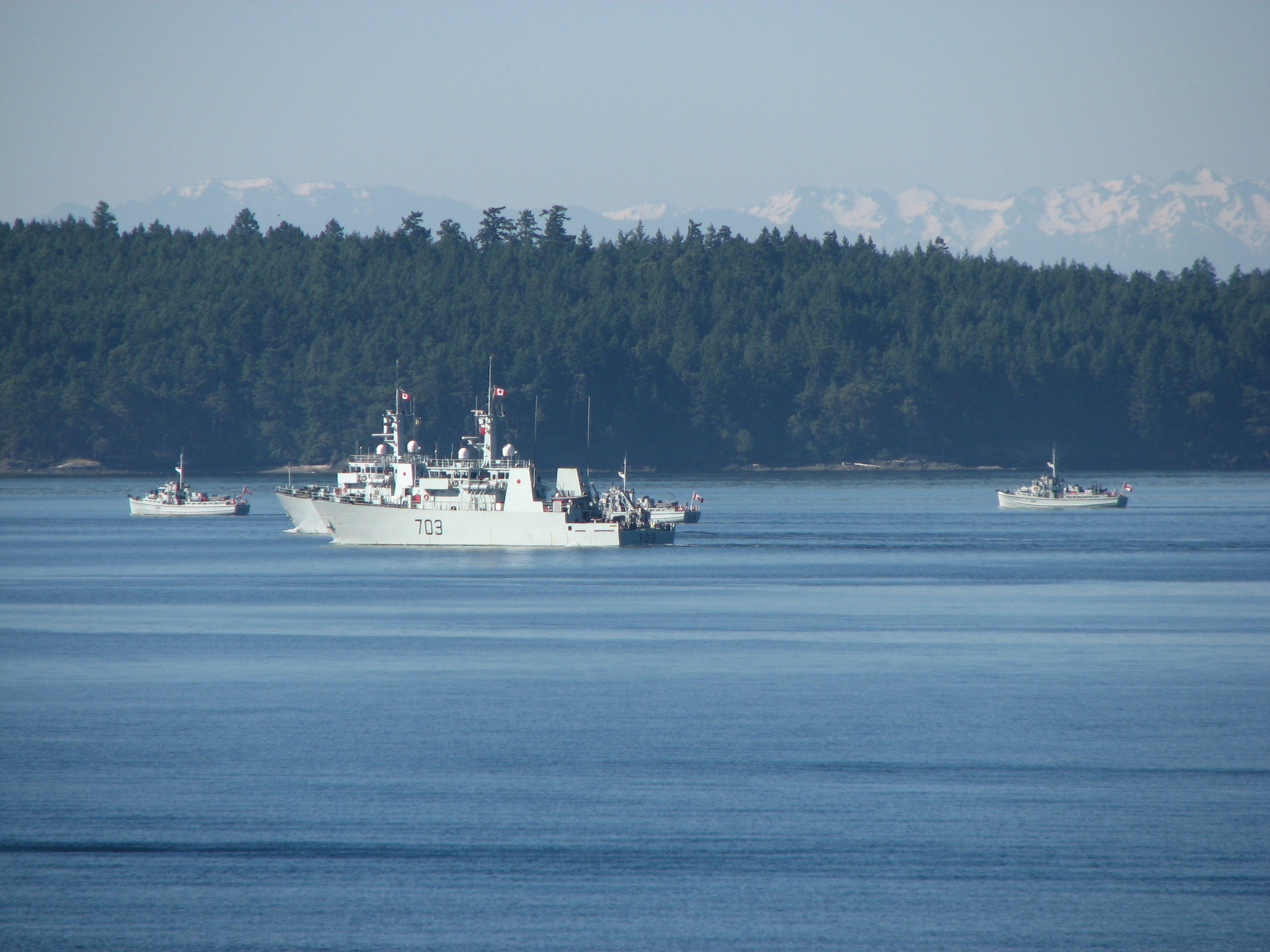
NCSM Edmonton (MM 703).
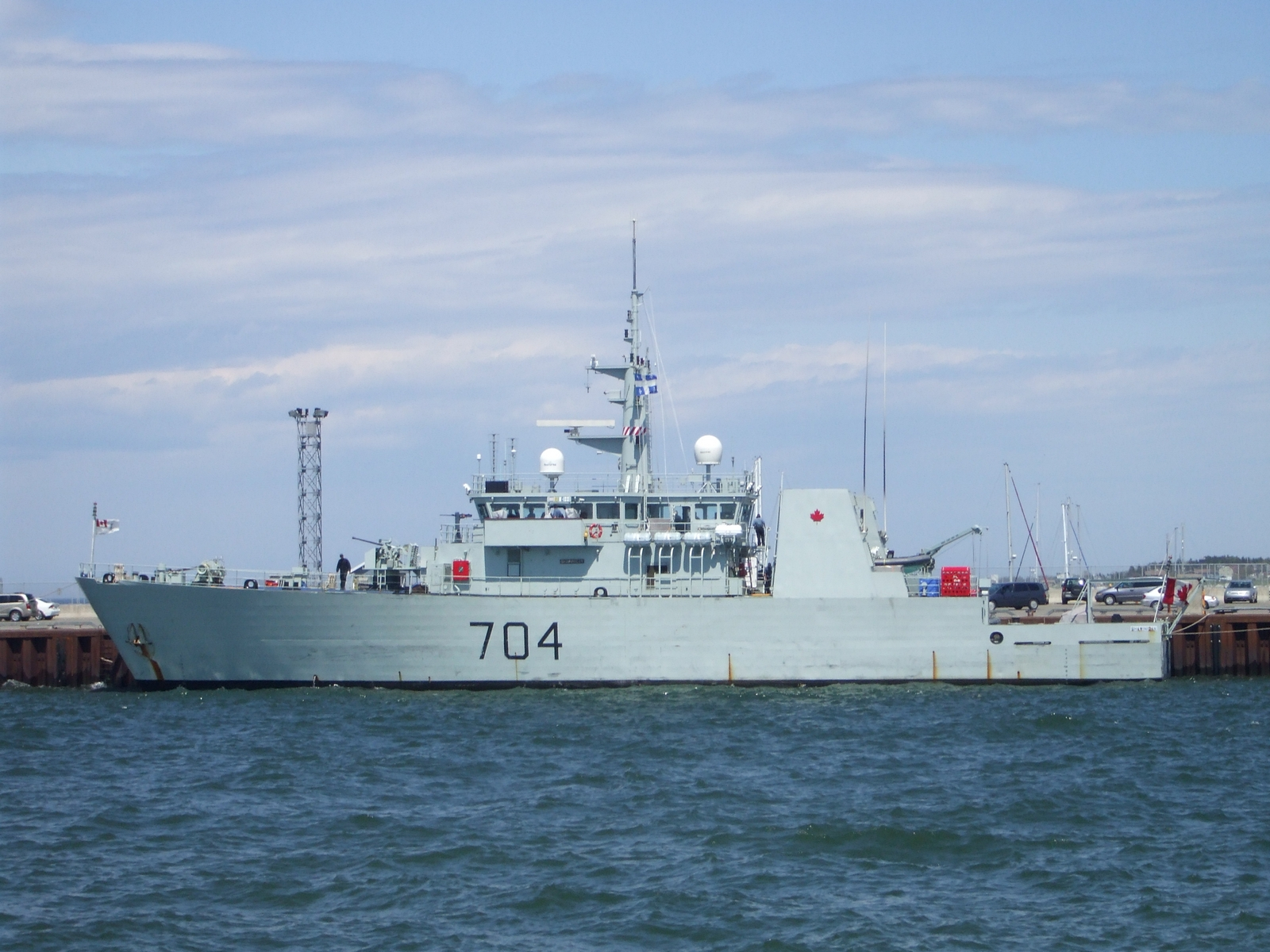
NCSM Shawinigan (MM 704).
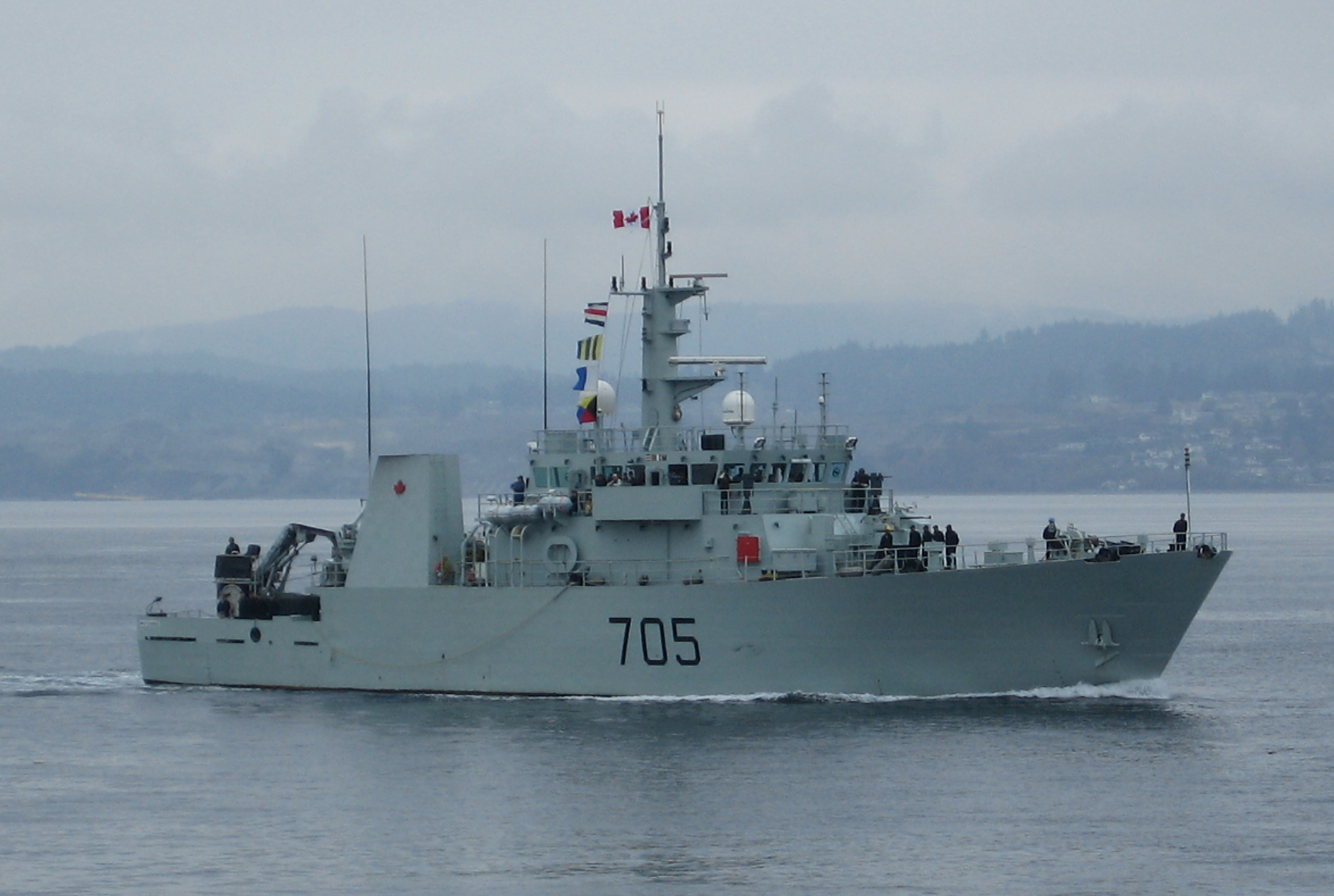
NCSM Whitehorse (MM 705).
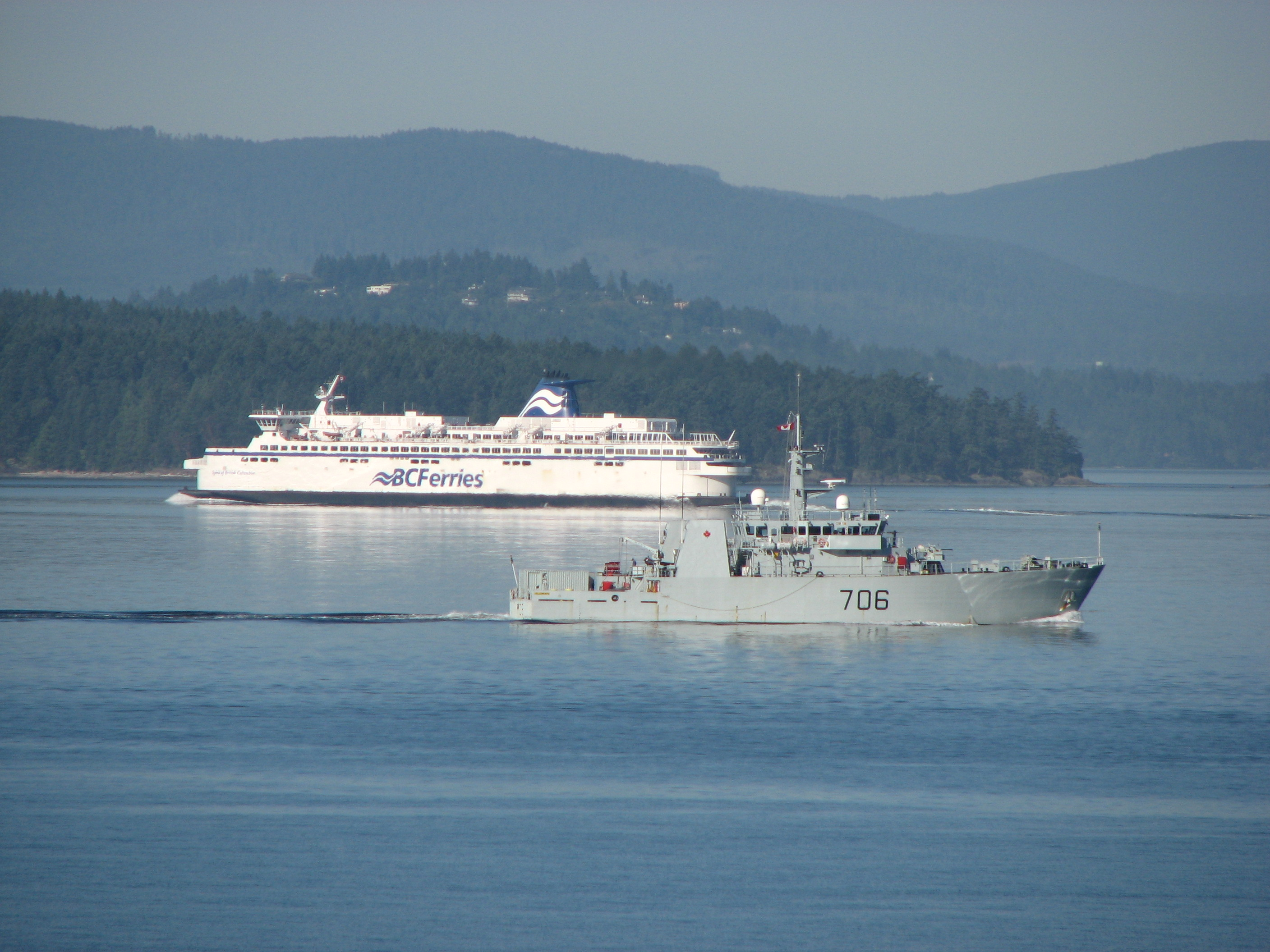
NCSM Yellowknife (MM 706).
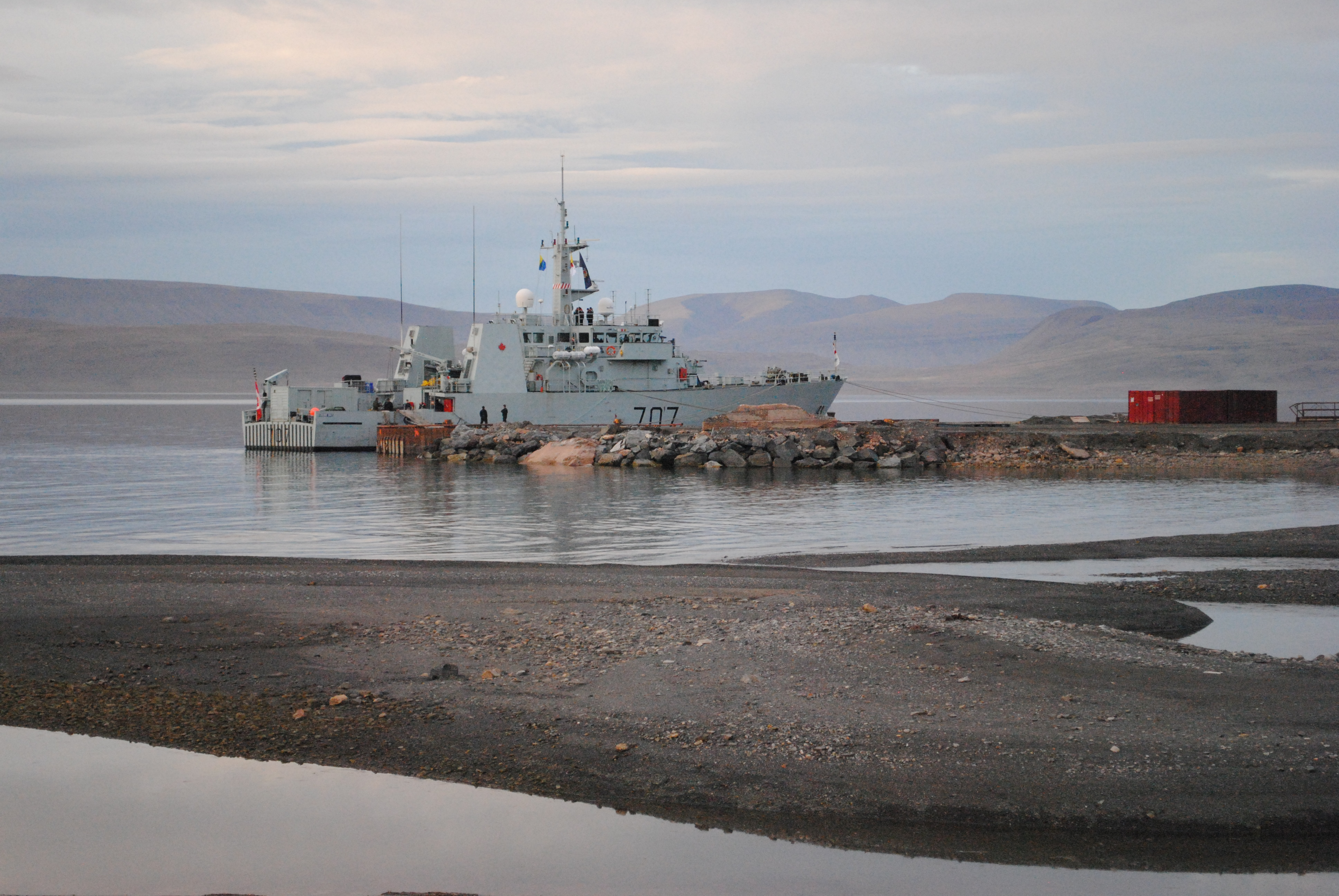
HMCS Goose Bay (MM 707).
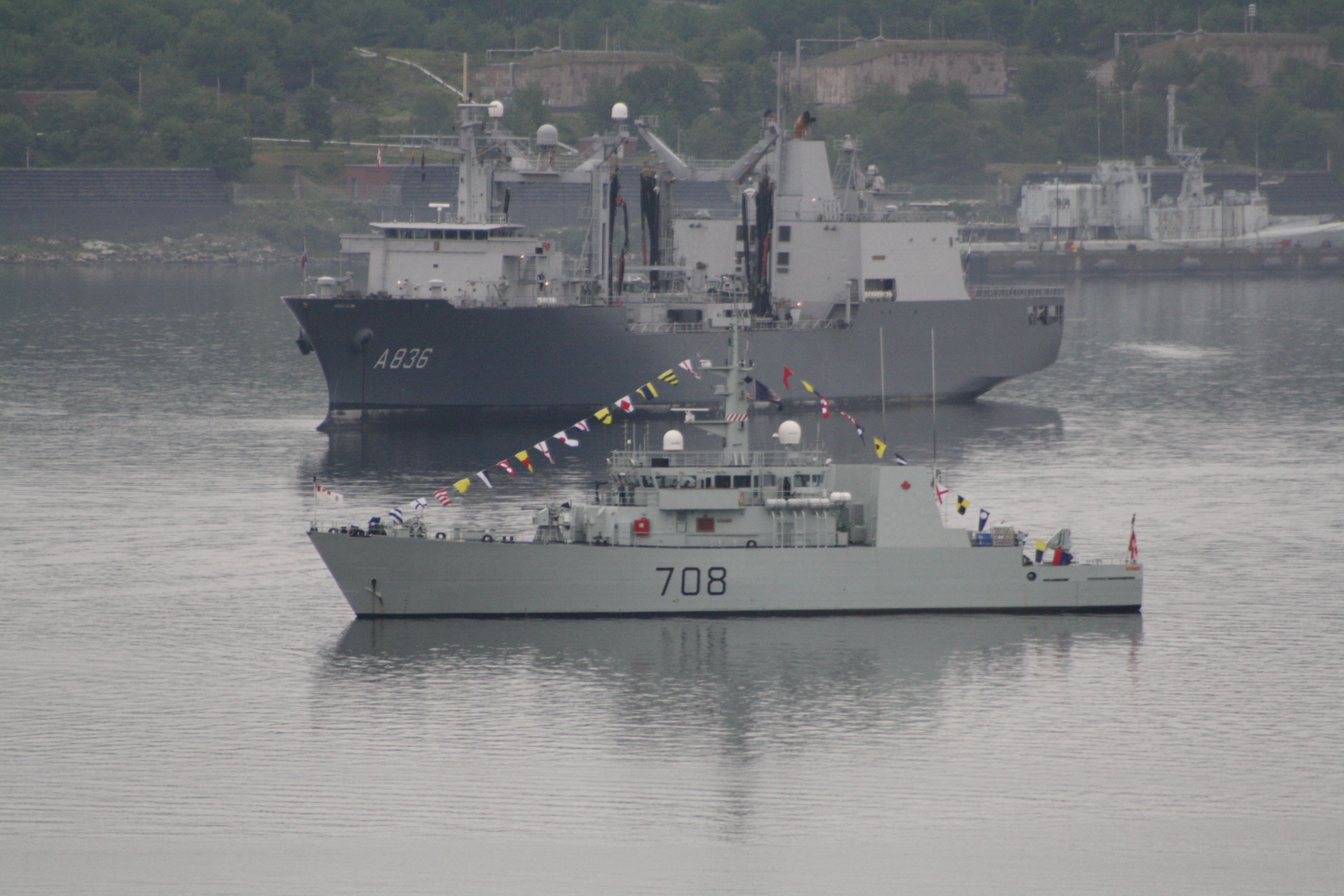
NCSM Moncton (MM 708).
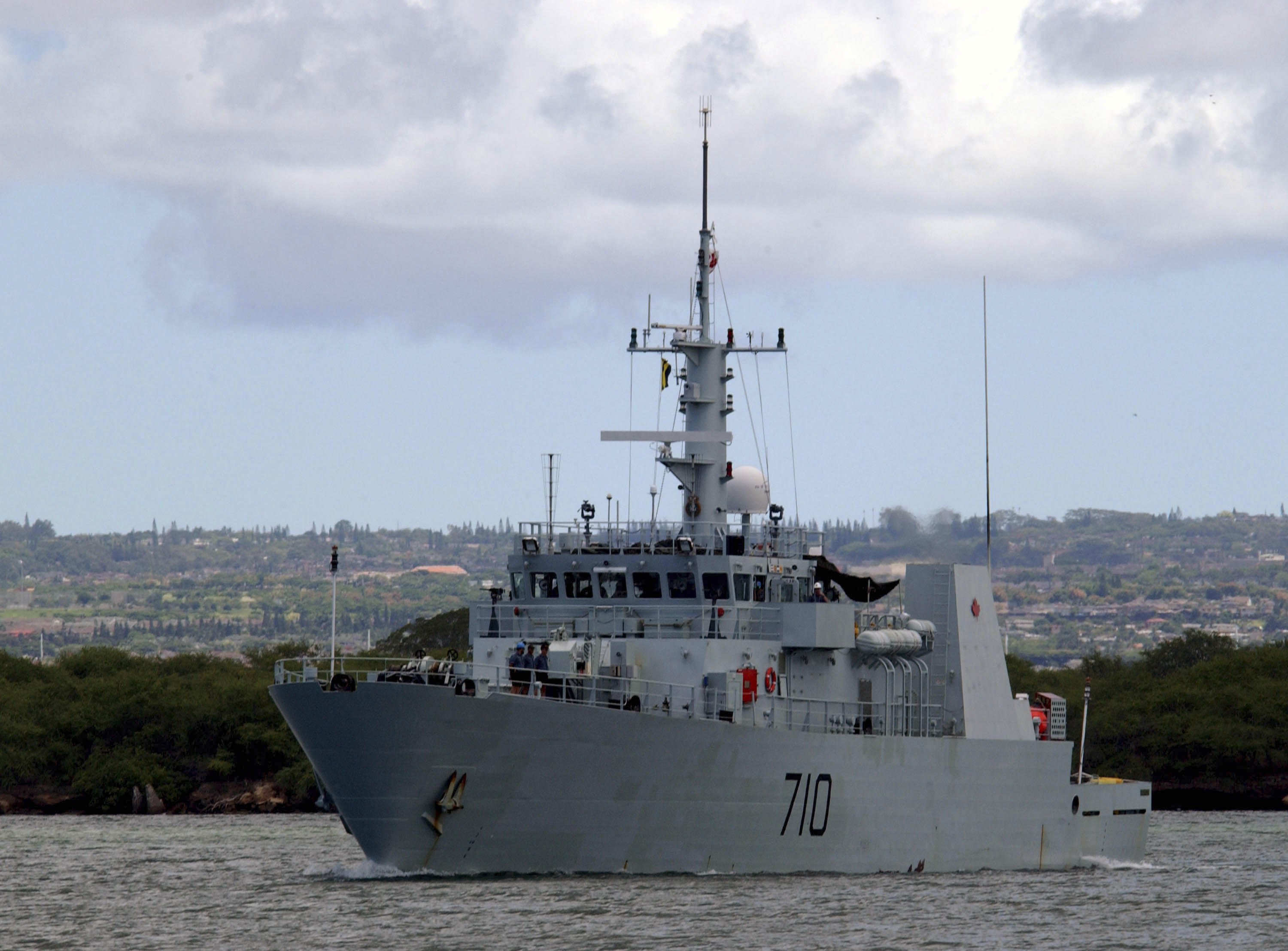
NCSM Brandon (MM 710).
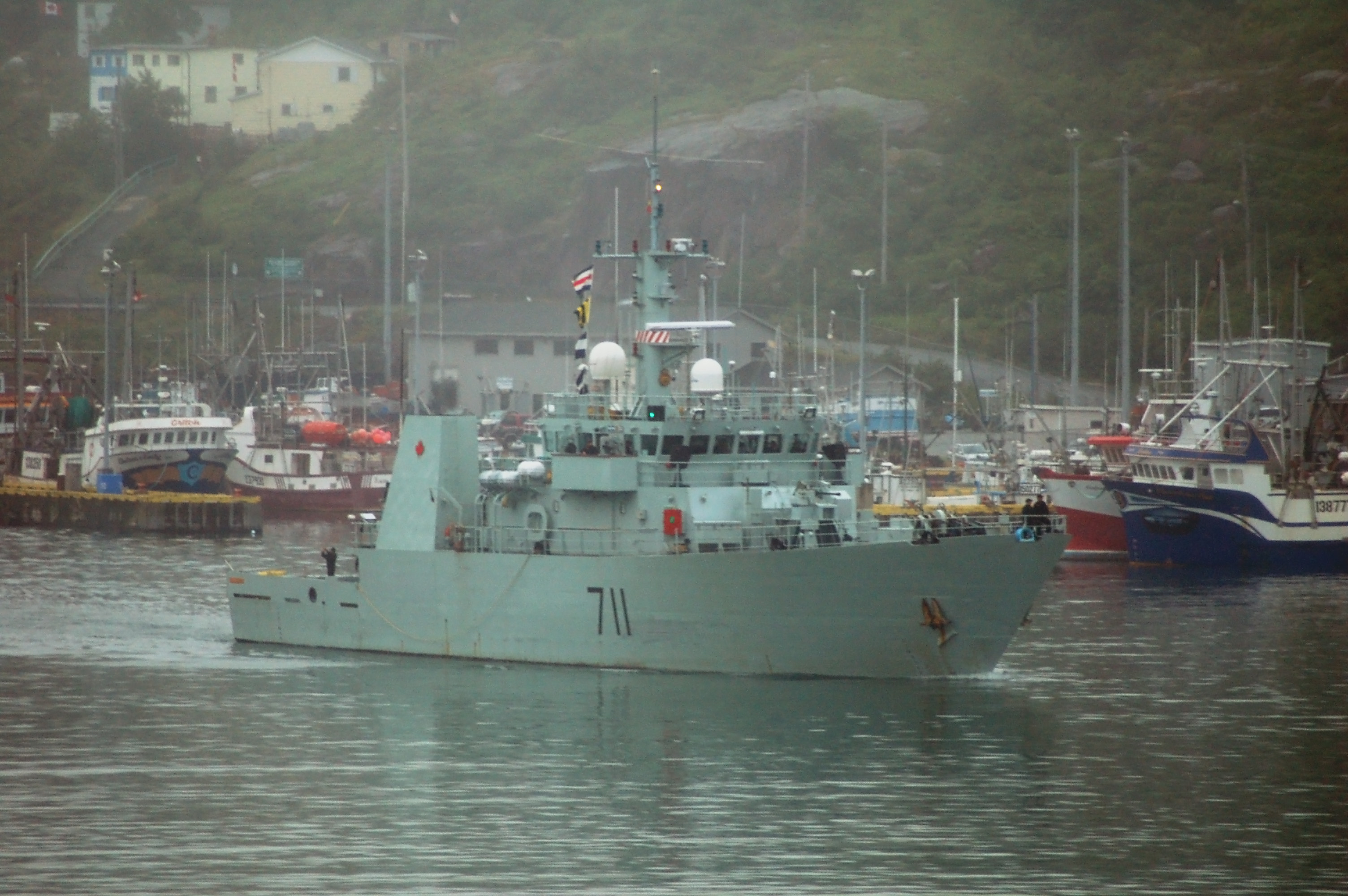
NCSM Summerside (MM 711).
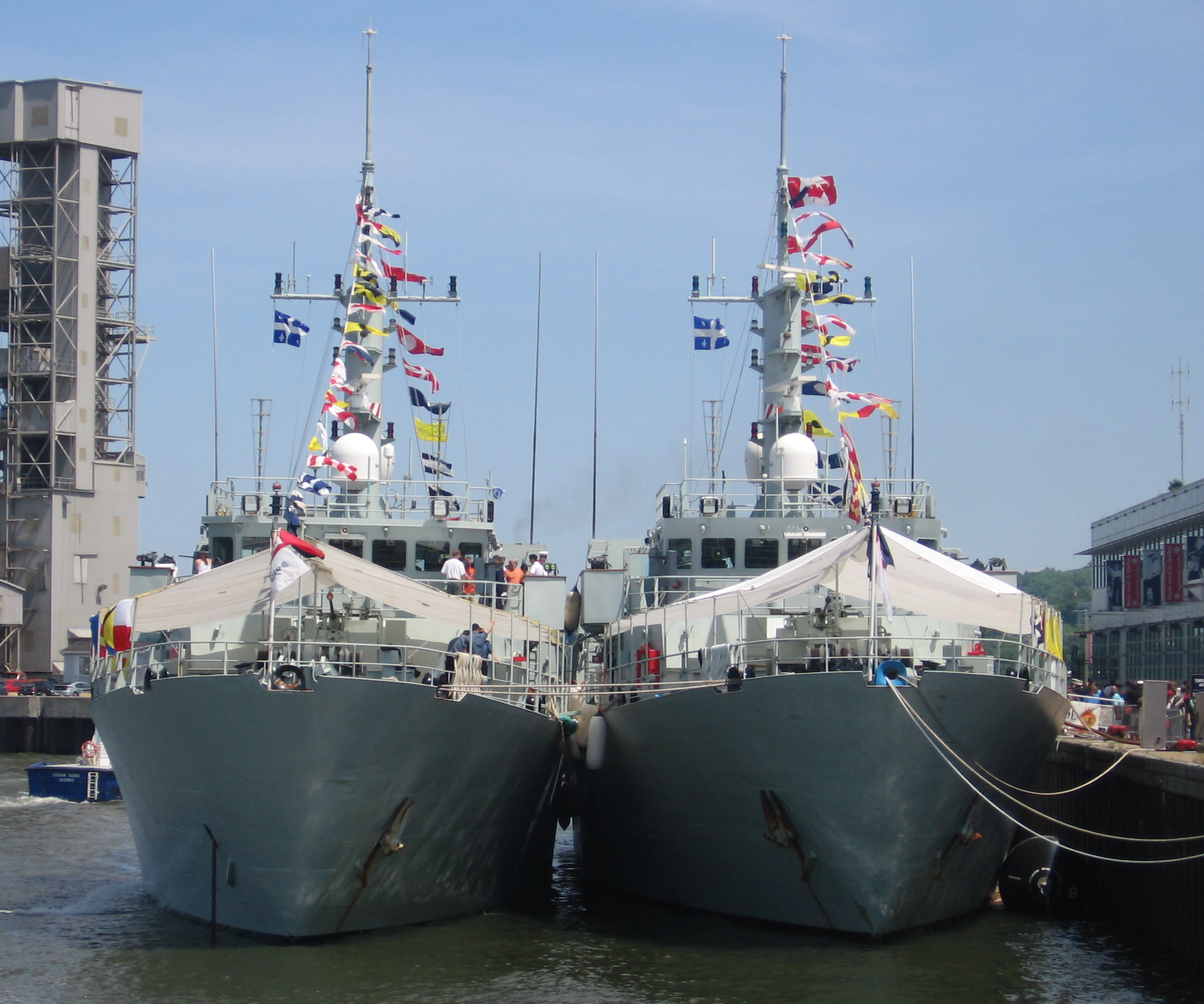
NCSM Kingston (MM 700) et NCSM Summerside (MM 711).